# Nesthorn
Das Nesthorn ist ein 3820 m ü. M. hoher Berg in den Berner Alpen. Es liegt im Schweizer Kanton Wallis.
Nicht ident mit dem 6 km entfernten, früher ebenfalls Nesthorn genannten Bietschhorn, von dessen Nordgrat im Mai 2025 der Bergsturz von Blatten abging.
Das Nesthorn gilt als verborgene Schönheit, da der markante Gipfel mit seinen mächtigen Nordabbrüchen nur von wenigen Stellen im Tal direkt sichtbar ist.

## Geographische Lage
Das Nesthorn liegt in den südlichen Berner Alpen zwischen dem westlichen Lötschental und dem östlichen Tal des Aletschgletschers. Nordöstlich liegt das Aletschhorn, westlicher Nachbar ist das Bietschhorn. Südlich liegt Brig im Rhonetal.
In der näheren Umgebung liegt direkt nördlich der Beichgletscher, welcher in den Oberaletschgletscher mündet. Das Nesthorn fällt mit steilen firndurchsetzten Wänden zu diesem Gletscher ab. Nach Westen führt ein Felsgrat über das Gredetschjoch zum Breithorn (3784 m ü. M.). In der Südflanke liegt der Gredetschgletscher. Das Nesthorn ist der nördliche Abschluss des Gredetschtals, ein klassisches eher enges zehn Kilometer langes Trogtal, welches genau nach Süden verläuft und fünf Kilometer westlich von Brig in das Rhonetal mündet.
Das Kleine Nesthorn ist ein nördlicher Vorsprung des Bietschhorns, es gibt wie auch beim dortigen Nestgletscher ausser dem Namen keinen Zusammenhang mit dem Nesthorn.

## Gipfelrouten
Die gesamte Bietschhorn-Nesthorn Gruppe ist im Gegensatz zu den weiter nördlich liegenden Berner Viertausendern noch ziemlich einsam und unberührt.
Der relativ häufig begangene Normalweg auf das Nesthorn führt über den 1865 erstbegangenen Westgrat, den man vom Gredetschjoch (3502 m ü. M.) erreicht. Das Gredetschjoch ist entweder von der Oberaletschhütte (2640 m ü. M.) über den Beichgletscher durch zahlreiche Spaltenzonen (Schwierigkeit ZS-) oder von der Baltschiederklause (2783 m ü. M.) über die Baltschiederlicka (3219 m ü. M.) und den Gredetschgletscher (WS) erreichbar. Auf diesen Routen bietet sich das Nesthorn als ideales Tourenziel für einen Hüttenwechsel zwischen den beiden Hütten an.
Weitere, teils anspruchsvolle Hochtouren führen über den Südgrat (S+) und den Nordostgrat (S-).
Die Nesthorn-Nordwand, eine ernsthafte kombinierte Unternehmung, ist besonders von Ausaperung betroffen. Der hervorkommende Aaregranit des Aarmassiv der bereits zu zwei Dritteln geschmolzenen Wand ist im Gegensatz zu vielen anderen Wänden von guter und fester Qualität.